# Wim Bosman Groep
De Wim Bosman Groep was een Nederlandse logistiek dienstverlener uit 's-Heerenberg. Het bedrijf had medio 2010 meer dan 1800 medewerkers, verspreid over zestien vestigingen in zeven landen.

## Geschiedenis
Het bedrijf werd op 15 augustus 1963 opgericht door Wim Bosman. In de jaren 1980 begon het familiebedrijf met activiteiten in zee- en luchtvracht. Op 1 januari 1999 werd transportbedrijf Dijkman Transport overgenomen. Later volgden ook Bliteb en in 2006 het Belgische Transport Maenhout, waarmee eerder een samenwerkingsverband bestond.
Op 7 maart 2011 werd bekend dat de Wim Bosman Groep overgenomen werd door het Nieuw-Zeelandse Mainfreight, omdat Bosman geen opvolger had. Op 10 november 2017 overleed Wim Bosman op 76-jarige leeftijd.